# Јакачићи
Јакачићи (хрв. Jakačići, итал. Caligari) су насељено место у општини Грачишће, Истарска жупанија, Хрватска.

## Историја
До територијалне реорганизације у Хрватској били су у саставу старе општине Пазин.

## Становништво
У попису становништва из 2011. године, Јакачићи су имали 143 становника.
| Број становника према пописима | Број становника према пописима | Број становника према пописима | Број становника према пописима | Број становника према пописима | Број становника према пописима | Број становника према пописима | Број становника према пописима | Број становника према пописима | Број становника према пописима | Број становника према пописима | Број становника према пописима | Број становника према пописима | Број становника према пописима | Број становника према пописима | Број становника према пописима |
| ------------------------------ | ------------------------------ | ------------------------------ | ------------------------------ | ------------------------------ | ------------------------------ | ------------------------------ | ------------------------------ | ------------------------------ | ------------------------------ | ------------------------------ | ------------------------------ | ------------------------------ | ------------------------------ | ------------------------------ | ------------------------------ |
| 1857                           | 1869                           | 1880                           | 1890                           | 1900                           | 1910                           | 1921                           | 1931                           | 1948                           | 1953                           | 1961                           | 1971                           | 1981                           | 1991                           | 2001                           | 2011                           |
| 0                              | 0                              | 194                            | 199                            | 228                            | 242                            | 0                              | 0                              | 322                            | 313                            | 239                            | 186                            | 178                            | 145                            | 152                            | 143                            |

Напомена: Године 1857, 1869, 1921. и 1931. подаци су садржани у насељу Грачишће, као и део података 1880. Исказује се од 1948. Те године као део насеља.